# Teoria do mar polar aberto

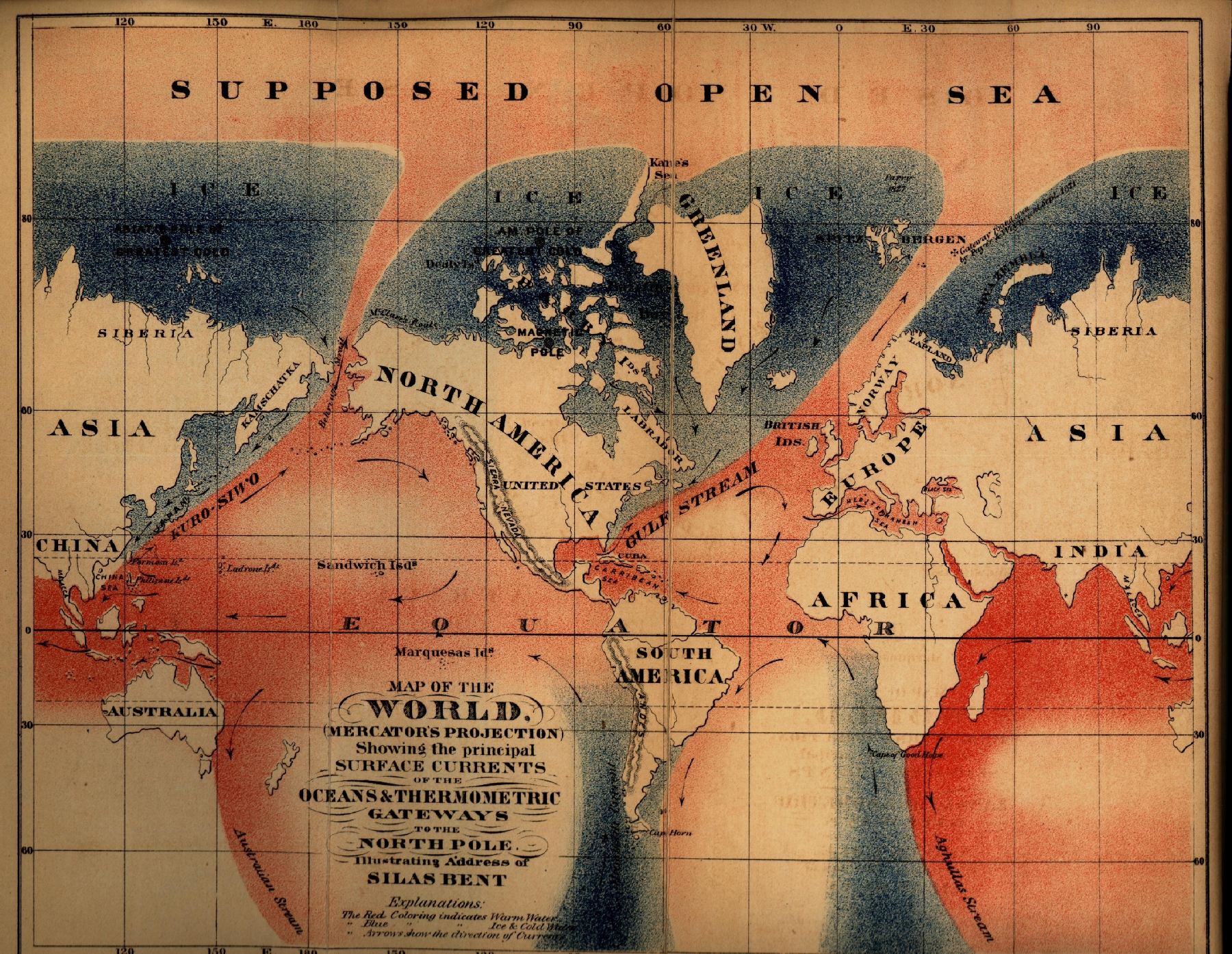
Mapa que mostra o presumível mar aberto em torno do Pólo Norte.

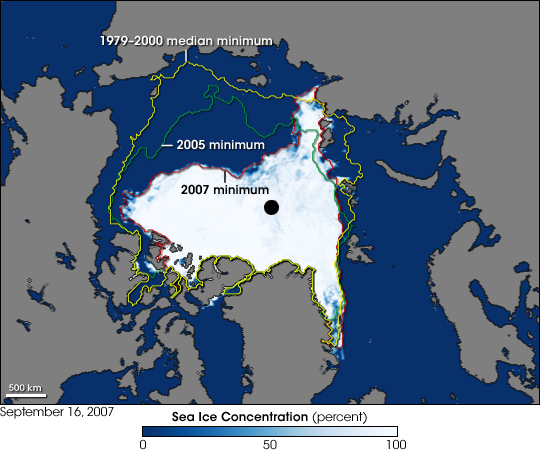
A extensão da área de gelo do Ártico em 2007 em comparação com anos anteriores.

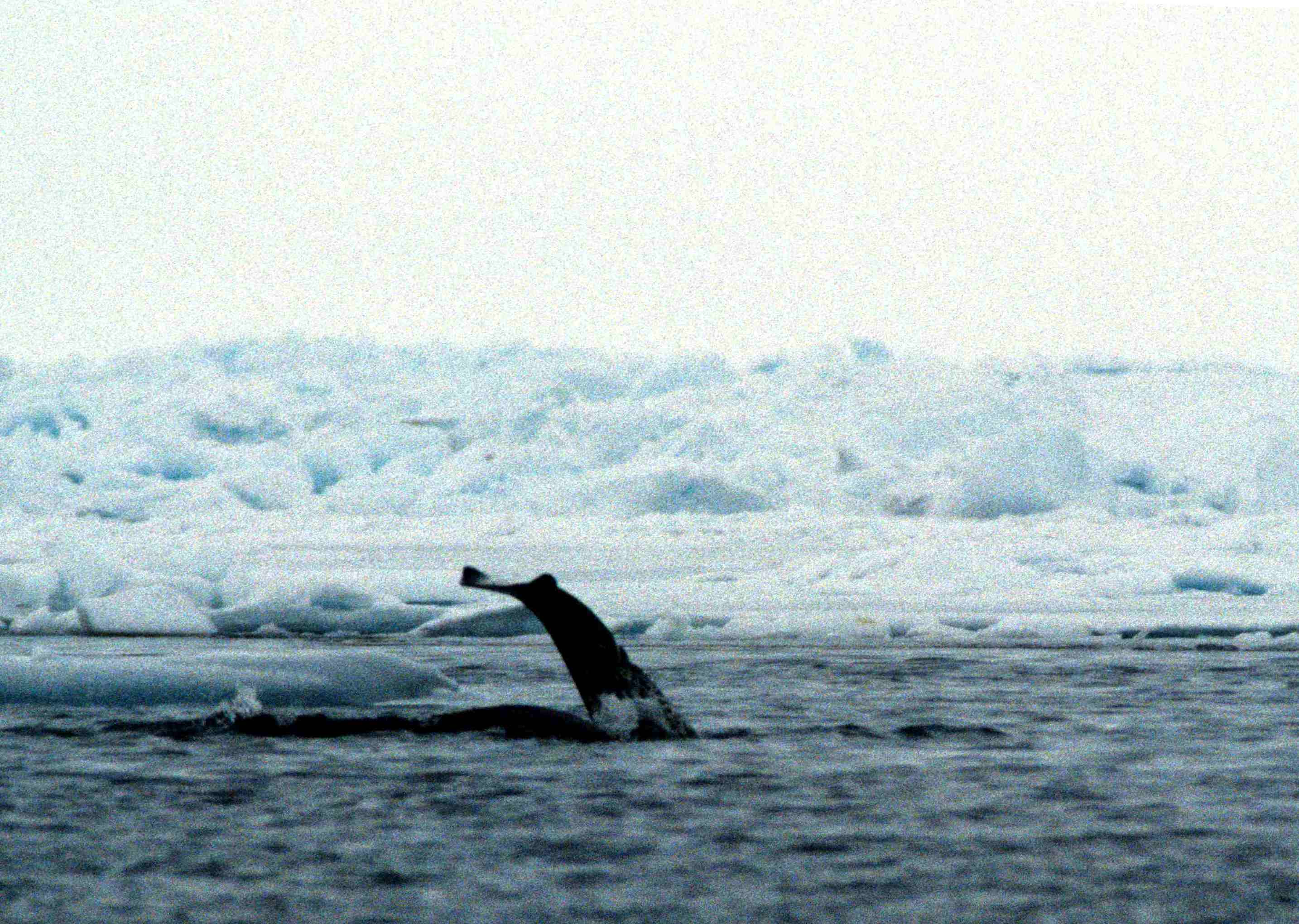
Barbatana de um narval numa polynya da Baía de Baffin.

Teoria do mar polar aberto , ou teoria do Oceano Ártico sem gelo, foi uma teoria geográfica popular no século XIX, claramente refutada no final do mesmo século, que afirmava que deveria existir uma zona navegável sem gelo na região em torno do Pólo Norte.

## História da teoria
As origens da teoria do mar polar aberto remontam, pelo menos, ao século XVI, como atestado pela carta e mapa de Robert Thorne (1492-1532). Os exploradores Willem Barents e Henry Hudson, entre outros, basearam as suas expedições para descobrir a Passagem do Nordeste e a Passagem do Noroeste nesta teoria.
Depois de cada vez mais exploradores polares terem ficado presos na espessa camada de gelo do Oceano Ártico nas suas expedições no norte longínquo até meados do século XIX, e de esta masssa de geleo ter representado uma barreira intransponível para os navios da época, a teoria do mar polar aberto quase caiu no esquecimento. Contudo, quando os exploradores Elisha Kent Kane, Isaac Israel Hayes e George W. DeLong se aventuraram para além dos 80 graus de latitude norte durante as suas expedições, relatando terem descoberto zonas sem gelo (atualmente conhecidas como polynyas), a teoria reviveu, fazendo com que os exploradores da época se sentissem tentados a acreditar que poderiam existir águas livres de gelo à deriva nas altas latitudes setentrionais.
Kane e Hayes argumentaram que, uma vez que os blocos de gelo migravam para sul devido à sua deriva, deveria existir uma zona livre de gelo perto do Pólo Norte. Supunham que a entrada para esta zona navegável do Oceano Ártico se fazia pelo Canal Kennedy e, mais tarde, pelo Canal Robeson, ambos partes do Estreito de Nares, que separa a ilha Ellesmere da Gronelândia e liga a Baía de Baffin ao Mar de Lincoln no Oceano Ártico.
Matwei Matveyevich Gedenstrom, por outro lado, suspeitava que a entrada se faria pelo norte da Sibéria e baseava esta teoria nas observações que havia feito na expedição com Yakov Sannikov. Os dois tinham-se deparado com grandes polínias entre 1808 e 1810, enquanto cartografavam as ilhas da Nova Sibéria. Descreveram também a Terra de Sannikov como não tendo gelo, uma massa de terra desconhecida a norte da ilha Kotelny, que diziam ter descoberto (mas que se revelou ser uma ilha-fantasma).
Outros argumentos a favor da teoria incluíam a ideia, agora também provada falsa, de que o gelo marinho só se forma em regiões próximas de terra, mas não em mar aberto. Como se supunha que não existia terra perto do pólo, esta área deveria estar livre de gelo.
Os cientistas Matthew Fontaine Maury e August Petermann, que estudaram as correntes oceânicas no século XIX, argumentaram que as correntes quentes que se dirigem para norte, como a Corrente do Golfo e a Kuroshio, subiriam abaixo da superfície e provocariam o degelo no mar polar. As medições de temperatura também mostraram que as temperaturas mais baixas foram medidas em torno do paralelo 80, o que também foi apoiado por observações de rotas de migração animal, uma vez que estes migravam para norte, levando os cientistas a esperar um ambiente menos hostil para além do paralelo 80º. Por fim, acreditava-se também que o sol estival perpétuo (Sol da meia-noite) derreteria o gelo polar durante o verão ártico.
Quando as expedições de Kane, Hayes e DeLong, que tinham sido concebidas para provar a teoria, falharam, a crença na teoria do Oceano Ártico sem gelo diminuiu. George Nares, que foi o primeiro a navegar com sucesso pelo Estreito de Nares até ao Mar de Lincoln, a presumível entrada para a zona sem gelo, foi o primeiro a refutar claramente a teoria, pois  encontrou gelo marinho cada vez mais espesso. A teoria foi finalmente refutada por Fridtjof Nansen e Otto Sverdrup, que atravessaram o Oceano Ártico no Fram de 1893 a 1896.
No que respeita à Passagem Nordeste a Expedição Austro-Húngara ao Pólo Norte, de Julius Payer e Carl Weyprecht, conseguiu provar o contrário da teoria do mar polar livre quando em 1874 alcançou o Cabo Fligely, na Terra de Franz-Josef, o ponto mais setentrional da Eurásia, e não encontrou nada para além de gelo marinho.
Embora a teoria se tenha revelado errada, contribuiu significativamente para a exploração do Ártico, uma vez que foram organizadas numerosas expedições no século XIX, inspiradas pela ideia de uma forma relativamente fácil de conquistar o Pólo Norte por navio através de uma zona sem gelo.
Hoje em dia, a teoria está a conhecer um renascimento científico em circunstâncias diferentes: devido ao aquecimento global, prevê-se que maiores áreas de gelo polar possam fundir nos meses de verão. Após o ano recorde de 2007, um ano mais quente que a média, um navio de investigação conseguiu circum-navegar o Pólo Norte em 2008. O gelo remanescente foi quebrado com a própria força do navio. As Passagens Noroeste e Nordeste também foram navegáveis no verão de 2011.